# Rigidità dielettrica
In fisica la rigidità dielettrica è definita come il valore limite di campo elettrico (E), oltre il quale si produce una conduzione di elettricità (scarica elettrica, come un fulmine oppure la scarica elettrica che attraversa i 2 fili di una lampadina) attraverso il materiale dielettrico. Viene espressa nel SI in V/m (volt su metro) ma, più comunemente, in kV/mm (kilovolt su millimetro), V/cm (volt su centimetro), MV/m (megavolt su metro) o altre combinazioni: ad esempio, in unità USCS (o, erroneamente, imperiali) viene utilizzato il V/mil (volt su millesimo di pollice), equivalente a 3,94 x 104 V/m.

## Descrizione
Se il campo elettrico supera tale valore, gli atomi o le molecole del materiale subiscono un processo di ionizzazione a valanga, che provoca un arco elettrico attraverso il materiale. A causa del calore e della pressione provocati dalla ionizzazione improvvisa il materiale subisce, se solido, alterazioni permanenti: può perforarsi, fessurarsi o anche incendiarsi.
La rigidità dielettrica determina il limite massimo di tensione sopportabile da un condensatore o da un cavo elettrico, oppure la distanza minima di separazione in aria che deve avere un conduttore in alta tensione per garantire l'isolamento.
Per molti materiali dielettrici, soprattutto se organici, la rigidità dielettrica a lungo termine è funzione della storia delle varie sollecitazioni (elettriche, termiche, meccaniche) sostenute dall’isolante nell’arco della intera vita. La rigidità si riduce man mano che il materiale dielettrico invecchia. Il valore della rigidità dielettrica è quindi funzione del tempo che si può così periodare: rigidità intrinseca, collasso elettromeccanico, streamer o arborescenza, collasso termico, tracciamento con degrado chimico fisico, scariche parziali.
Quando lo spessore di uno strato isolante si riduce a spessori di millesimi di millimetro, anche tensioni relativamente basse possono dare origine a campi elettrici elevatissimi e superare il valore di rigidità dielettrica. È questo il motivo per cui i circuiti integrati usati in elettronica, il cui chip può essere sottile anche pochi centesimi di millimetro, sono particolarmente suscettibili di essere danneggiati anche da scariche elettrostatiche di basso valore.
La determinazione del valore di rigidità dielettrica si effettua applicando valori progressivamente crescenti di differenza di potenziale tra due facce di un campione di dimensioni e forma standard di un materiale.

### Rigidità dielettrica di alcuni materiali
| Materiale                       | Rigidità dielettrica [kV/mm] |
| Aria secca a pressione standard | 3                            |
| Acqua distillata                | 15                           |
| Olio minerale                   | 7,5-16                       |
| Olio per trasformatori          | 12-17                        |
| Bachelite                       | 10                           |
| Carta non trattata              | 6                            |
| Carta paraffinata               | 40-50                        |
| Gomma naturale                  | 20-40                        |
| Mica                            | 50-120                       |
| Polietilene                     | 50                           |
| Politetrafluoroetilene          | 65                           |
| Porcellana                      | 12-30                        |
| Vetro                           | 25-100                       |
| Diossido di titanio             | 5                            |
| ------------------------------- | ---------------------------- |

## Nei fluidi
Nei fluidi, l'arco elettrico non ha effetti distruttivi (a meno che non si tratti di fluidi infiammabili o detonanti) e dopo la scarica il mezzo fluido ritorna isolante come prima, con identiche caratteristiche. La scarica elettrica può però provocare reazioni chimiche, per esempio la sintesi di ozono nell'aria. Sempre nell'aria, la rigidità dielettrica aumenta lievemente all'aumentare dell'umidità assoluta, ma diminuisce con l'aumento dell'umidità relativa. Per tensioni molto vicine alla rigidità dielettrica, nei fluidi si verifica l'effetto corona, dovuto al moto degli ioni presenti.